# Volksabstimmungen in der Schweiz 1991
Dieser Artikel bietet eine Übersicht der Volksabstimmungen in der Schweiz im Jahr 1991.
In der Schweiz fanden auf Bundesebene vier Volksabstimmungen statt, im Rahmen zweier Urnengänge am 3. März und 2. Juni. Dabei handelte es sich zwei obligatorische Referenden, eine Volksinitiative und ein fakultatives Referendum.

## Abstimmungen am 3. März 1991

### Ergebnisse
| Nr. | Vorlage                                                                                                | Art | Stimm- berechtigte | Abgegebene Stimmen | Beteiligung | Gültige Stimmen | Ja      | Nein    | Ja-Anteil | Nein-Anteil | Stände | Ergebnis |
| --- | --- | --- | ------------------ | ------------------ | ----------- | --------------- | ------- | ------- | --------- | ----------- | ------ | -------- |
| 369 | Bundesbeschluss vom 5. Oktober 1990 über die Herabsetzung des Stimm- und Wahlrechtsalters auf 18 Jahre | OR  | 4'349'821          | 1'361'204          | 31,29 %     | 1'349'063       | 981'422 | 367'641 | 72,75 %   | 27,25 %     | 23:0   | ja       |
| 370 | Eidgenössische Volksinitiative «zur Förderung des öffentlichen Verkehrs»                               | VI  | 4'349'841          | 1'358'939          | 31,23 %     | 1'337'019       | 496'645 | 840'374 | 37,15 %   | 62,85 %     | 1½:21½ | nein     |

### Stimm- und Wahlrechtsalter 18
1979 war der erste Versuch, das Stimm- und Wahlrechtsalter auf Bundesebene von 20 auf 18 Jahre zu senken, äusserst knapp am Volks- und Ständemehr gescheitert. Seither vollzogen 16 Kantone diese Erweiterung der Volksrechte auf kantonaler oder zumindest auf kommunaler Ebene. Angesichts dieser mittlerweile grossen Akzeptanz erhielt die Forderung, die Jugend auch bei eidgenössischen Wahlen und Abstimmungen teilhaben zu lassen, neuen Auftrieb. 1989 wurden zu diesem Thema nicht weniger als fünf parlamentarische Initiativen und eine Standesinitiative des Kantons Jura eingereicht. Die zuständige Kommission des Nationalrats verzichtete auf die Behandlung der Initiativen und arbeitete gleich selbst eine Vorlage aus. Grund für die Eile war die bevorstehende 700-Jahrfeier der Eidgenossenschaft im Jahr 1991. Die Kommission und der Bundesrat befanden, auf diesen Zeitpunkt hin wäre «die Herabsetzung des Stimm- und Wahlrechtsalters ein würdiges Geschenk an die Jugend». Alle Initianten zogen daraufhin ihre Begehren zurück und beide Parlamentskammern verabschiedeten die Vorlage im Oktober 1990 einstimmig. Fast alle politischen Akteure waren sich einig, dass die politisch interessierte Jugend die Demokratie vermehrt mitgestalten und ihr Funktionieren frühzeitig lernen sollte. Die 18- und 19-Jährigen müssten bereits grosse Verantwortung übernehmen und seien auch besser informiert als früher. Als einzige bekämpfte die konservative EDU die Vorlage, doch ihre Argumente fanden kaum Gehör. Fast drei Viertel der Abstimmenden und alle Kantone nahmen die Vorlage an.

### Förderung des öffentlichen Verkehrs
Der LdU reichte im Februar 1986 eine Volksinitiative ein, die den Ausbau des öffentlichen Verkehrs forderte, insbesondere auf der Schiene. Der Bund sollte eine leistungsfähige Infrastruktur schaffen, dichte Fahrpläne und günstige Tarife gewährleisten, die Erschliessung von Berg- und Randregionen fördern und die Verlagerung des Güterverkehrs auf die Schiene unterstützen. Zur Finanzierung sollten zusätzlich zu den bisherigen Bundesbeiträgen je ein Drittel des Zollzuschlags auf Treibstoffen und des Reinertrags des Treibstoffzolls eingesetzt werden. Bundesrat und Parlament wiesen das Begehren zurück, da solche Massnahmen mehrheitlich nicht auf Verfassungsstufe festgeschrieben werden sollten und der Bund bereits überdurchschnittlich viel investiere. Allgemein stiess die Initiative auf wenig Interesse, da die meisten Forderungen bereits als erfüllt galten. Neben dem LdU unterstützten auch linke Parteien und Umweltschutzverbände die Vorlage. Mittels Finanzierung über die Treibstoffzölle könnten Grossprojekte wie Bahn 2000 und die Neue Eisenbahn-Alpentransversale ohne Steuer- oder Preiserhöhungen realisiert werden. Bürgerliche Parteien sowie Automobil- und Wirtschaftsverbände hielten die Initiative für unnötig, weitere Ausgaben für den öffentlichen Verkehr seien nicht mehr tragbar. Bei einer aussergewöhnlich tiefen Beteiligung lehnten fast drei Viertel der Abstimmenden die Vorlage ab, Ja-Mehrheiten gab es nur in den Kantonen Basel-Stadt und Uri.

## Abstimmungen am 2. Juni 1991

### Ergebnisse
| Nr. | Vorlage                                                | Art | Stimm- berechtigte | Abgegebene Stimmen | Beteiligung | Gültige Stimmen | Ja      | Nein    | Ja-Anteil | Nein-Anteil | Stände | Ergebnis |
| --- | ------------------------------------------------------ | --- | ------------------ | ------------------ | ----------- | --------------- | ------- | ------- | --------- | ----------- | ------ | -------- |
| 371 | Bundesbeschluss über die Neuordnung der Bundesfinanzen | OR  | 4'498'883          | 1'496'762          | 33,27 %     | 1'455'252       | 664'304 | 790'948 | 45,65 %   | 54,35 %     | 2½:20½ | nein     |
| 372 | Militärstrafgesetz, Änderung vom 5. Oktober 1990       | FR  | 4'498'883          | 1'499'117          | 33,31 %     | 1'468'062       | 817'428 | 650'634 | 55,68 %   | 44,32 %     | –      | ja       |

### Neuordnung der Bundesfinanzen
Die im Jahr 1981 von Volk und Ständen angenommene Finanzordnung des Bundes war bis Ende 1994 befristet und stützte sich auf die Warenumsatzsteuer (WUSt) und die direkte Bundessteuer. Da der Ersatz der WUSt durch die Mehrwertsteuer 1977 und 1979 abgelehnt worden war, wollte der Bundesrat bei der im Juni 1989 vorgestellten neuen Finanzordnung darauf verzichten. Er schlug aber vor, die WUSt in eine reine Konsumsteuer umzuwandeln, um den wettbewerbsverzerrenden Nachteil der «taxe occulte» auszugleichen. Ausserdem sollten die Finanzordnung nun unbefristet gelten und die Stempelabgaben revidiert werden. Das Parlament nahm mehrere Änderungen am Gesetzesentwurf vor und beschloss entgegen der Absicht des Bundesrates den Systemwechsel zur Mehrwertsteuer. 40 Parlamentarier der bürgerlichen Parteien gründeten ein «Aktionskomitee gegen das neue Steuerpaket». Ihnen schlossen sich der Gewerbeverband, der Wirteverband, der Handels- und Industrieverband und andere Wirtschaftsorganisationen an. Die Gegner bemängelten vor allem, das Steuerpaket sei weder ertragsneutral noch europatauglich. Ebenso sei die direkte Bundessteuer nicht eliminiert oder wenigstens wesentlich zurückgestutzt worden. 85 ebenfalls überwiegend bürgerliche Parlamentarier bildeten ein überparteiliches Aktionskomitee für die Unterstützung der Finanzreform, unterstützt vom Bauernverband, dem Tourismusverband, der Bankiervereinigung und den Gewerkschaften. Die linken Parteien waren in dieser Frage ebenfalls gespalten. Bei einer tiefen Beteiligung lehnte eine Mehrheit der Abstimmenden die Vorlage ab, Ja-Mehrheiten gab es nur in den Kantonen Basel-Stadt, Graubünden und Zürich.

### Militärstrafgesetz
Die Einführung eines zivilen Ersatzdienstes war sowohl 1977 als auch 1984 abgelehnt worden. 1984 beauftragte der Bundesrat eine Expertenkommission, Möglichkeiten zur Entkriminalisierung von Militärdienstverweigerern auf Gesetzesstufe abzuklären. Das daraufhin vorgestellte «Projekt Barras» sah eine Änderung des Militärstrafgesetzes vor. Zwar sollte die Verweigerung weiterhin militärgerichtlich bestraft werden, doch bei religiösen oder ethischen Gewissensgründen sollte die Haft durch eine Arbeitsleistung ersetzt werden können, die anderthalb Mal so lange wäre wie der verweigerte Militärdienst. Dies hätte keinen Eintrag ins Strafregister zur Folge. Ebenso sollte die Möglichkeit eines waffenlosen Militärdienstes gesetzlich geregelt werden. Beide Parlamentskammern stimmten der Vorlage des Bundesrates mit geringfügigen Änderungen zu, worauf sowohl ein linkes Komitee als auch die konservative Ligue vaudoise das Referendum ergriffen. Die linke Gegnerschaft kritisierte insbesondere die Beibehaltung der Beschränkung auf religiöse und ethische Motive sowie die auch künftig durch Militärgerichte zu vollziehende Verurteilung. Hingegen hielten die rechten Gegner die Revision für einen «Zivildienst durch die Hintertür», wodurch der Volkswille missachtet werde. Die Befürworter betonten, bei der Gesetzesänderung handle es sich lediglich um einen Zwischenschritt zu einer definitiven Lösung. Dadurch könnte zumindest die unerwünschte Kriminalisierung beseitigt werden und die Dienstverweigerer hätten endlich die Möglichkeit, sich sinnvoll für das Wohl der Gesellschaft einzusetzen. Eine relativ deutliche Mehrheit der Abstimmenden nahm die Vorlage an.